# Hípica als Jocs Olímpics d'estiu de 1900 - Salt de llargada
El salt de llargada va ser una de les proves d'hípica dels Jocs Olímpics d'Estiu de 1900. Hi van prendre part 17 participants, però sols es coneix el nom de sis d'ells. De la resta se sap que set eren francesos i dos belgues.

## Medallistes
| Or                                   | Plata                            | Bronze                                     |
| Constant van Langendonck · Extra-Dry | Giovanni Giorgio Trissino Oreste | Camille de La Forgue de Bellegarde · Tolla |

## Resultats
| Posició | Genet                              | Cavall        | Distància  |
| ------- | ---------------------------------- | ------------- | ---------- |
| Or      | Constant van Langendonck           | Extra-Dry     | 6,10m      |
| Plata   | Giovanni Giorgio Trissino          | Oreste        | 5,70m      |
| Bronze  | Camille de La Forgue de Bellegarde | Tolla         | 5,30m      |
| 4       | Napoléon Murat                     | Bayard        | 4,90m      |
| 5-17    | Hermann John Mandl                 | desconegut    | desconegut |
| 5-17    | Uberto Visconti di Modrone         | Jupe-en-l'Air | desconegut |
| 5-17    | Orloff                             | desconegut    | desconegut |
| 5-17    | de Poliakov                        | desconegut    | desconegut |
| 5-17    | 9 participants més                 |               |            |